# Cultura Bahía de Caráquez

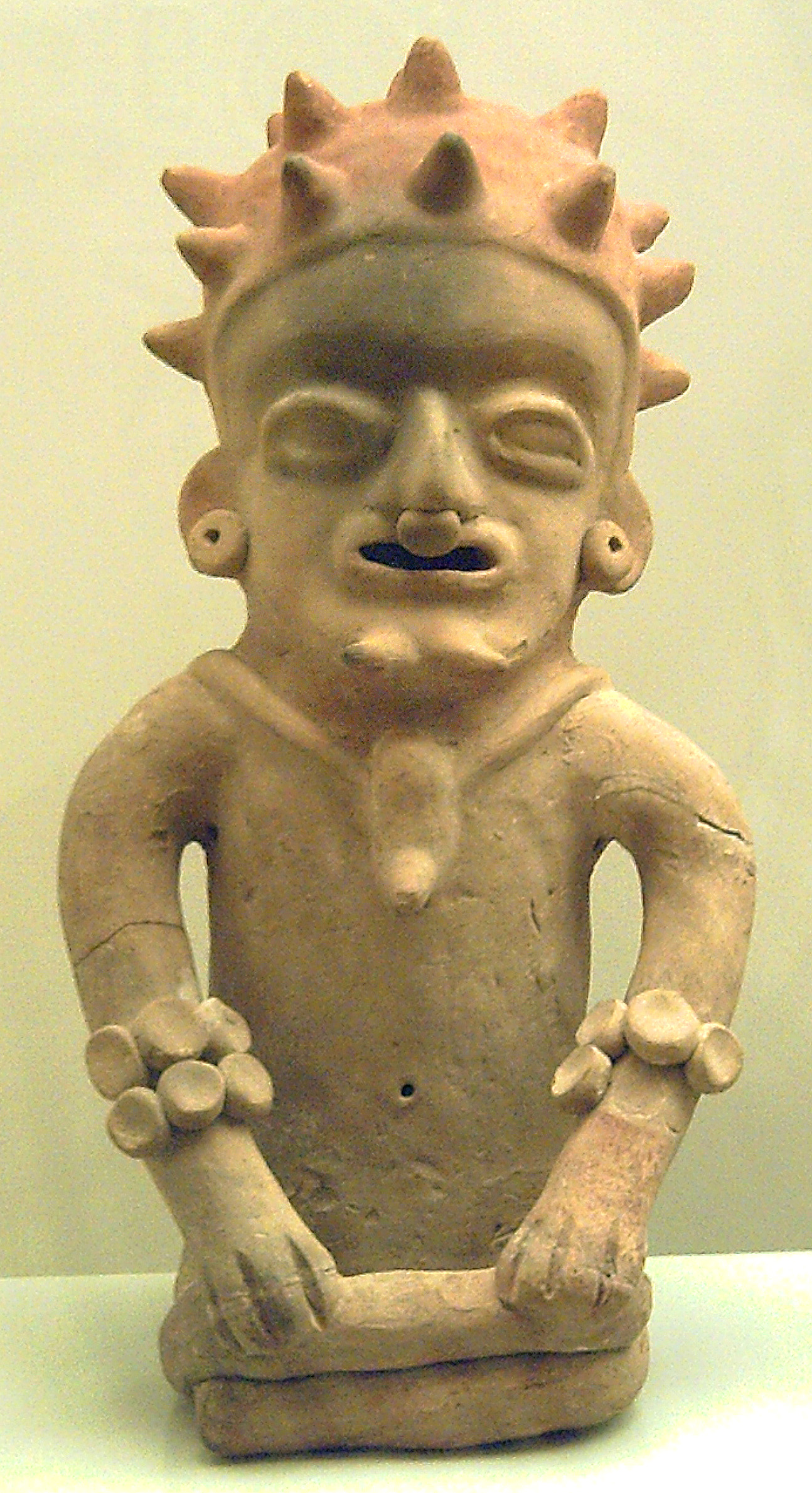
Figura masculina de ceràmica de la cultura Bahia de Caráquez.

Bahía de Caráquez és una cultura precolombina localitzada a la zona costanera central de l'actual Equador (bàsicament a la província de Manabí) i que fou activa entre el 500 aC i el 500 dC aproximadament.
Es tracta d'una cultura sedentària, que practicava la pesca i l'agricultura intensiva i sembla fortament estratificat en classes socials. Cal destacar la construcció d'importants plataformes de pedra sobre els terrenys habitats. Sembla que l'illa de La Plata, situada a uns 30 km de la costa fou un santuari important d'aquest poble. En els seus inicis aquesta cultura sembla derivar-se, o com a mínim desenvolupar-se paral·lelament, de la cultura Chorrera, mentre que en la seva darrera època té afinitats amb la cultura de La Tolita i Jama-Coaque. Cap al 500 dC desapareix sobtadament, substituïda per la cultura Manta, que es mantindrà fins a l'arribada dels espanyols.